# Kevin Eastman (rysownik)
Kevin Brooks Eastman (ur. 30 maja 1962 w Portland, w stanie Maine) – amerykański rysownik, scenarzysta komiksowy, aktor i producent filmowy, najlepiej znany jako współtwórca (wspólnie z Peterem Lairdem) postaci Wojowniczych Żółwi Ninja (Teenage Mutant Ninja Turtles). Jest także redaktorem i wydawcą magazynu „Heavy Metal”.